# Saint-Loup-Cammas
Saint-Loup-Cammas là một xã ở tỉnh Haute-Garonne vùng Occitanie tây nam nước Pháp. Xã Saint-Loup-Cammas nằm ở khu vực có độ cao trung bình 200 mét trên mực nước biển.